# Nassandres
Nassandres era una comuna francesa situada en el departamento de Eure, de la región de Normandía, que el uno de enero de 2017 pasó a ser una comuna delegada de la comuna nueva de Nassandres-sur-Risle al unirse con las comunas de Carsix, Fontaine-la-Soret y Perriers-la-Campagne.

## Demografía
| Gráfica de evolución demográfica de Nassandres entre 1800 y 2014 |
|                                                                  |

Los datos demográficos contemplados en este gráfico de la comuna de Nassandres se han cogido de 1800 a 1999 de la página francesa EHESS/Cassini, y los demás datos de la página del INSEE.